# Кулик, Андрей Борисович
Андре́й Бори́сович Кули́к (род. 13 ноября 1953) — советский и российский дипломат. Чрезвычайный и полномочный посол (2018).

## Биография
Окончил Московский государственный институт международных отношений (МГИМО) МИД СССР (1976). Владеет китайским и английским языками. Кандидат исторических наук. На дипломатической работе с 1976 года.
- В 1976—1980 и 1983—1989 годах — сотрудник Посольства СССР в Китае.
- В 1993—1996 годах — сотрудник Посольства России в Китае.
- В 1996—2011 годах — начальник отдела, заместитель директора Первого департамента Азии МИД России.
- В 2011—2018 годах — директор Первого департамента Азии МИД России.
- С 18 июля 2018 по 7 декабря 2023 года — чрезвычайный и полномочный посол Российской Федерации в Республике Корея[1][2].

## Дипломатический ранг
- Чрезвычайный и полномочный посланник 2 класса (15 января 2002)[3]
- Чрезвычайный и полномочный посланник 1 класса (14 декабря 2012)[4]
- Чрезвычайный и полномочный посол (28 декабря 2018)[5].

## Награды и почётные звания
- Орден Почёта (6 июня 2023) — За большой вклад в реализацию внешнеполитического курса Российской Федерации и многолетнюю добросовестную службу[6].
- Орден Дружбы (21 декабря 2013) — За большой вклад в реализацию внешнеполитического курса Российской Федерации, заслуги в научно-педагогической  деятельности и многолетнюю добросовестную работу[7]
- Почётная грамота Правительства Российской Федерации (6 апреля 2009) — за большой вклад в подготовку и проведение Года Российской Федерации в Китайской Народной Республике и Года Китайской Народной Республики в Российской Федерации[8].
- Благодарность Правительства Российской Федерации (5 марта 2018) — за трудовые успехи и большой личный вклад в развитие международного сотрудничества[9].
- Почётный работник Министерства иностранных дел Российской Федерации.

## Семья
Женат на Суановой Марине Сергоевне.